# Leighton (Shropshire)
Leighton – wieś w Anglii, w Shropshire, w dystrykcie (unitary authority) Shropshire. Leży 14,1 km od miasta Shrewsbury i 211,8 km od Londynu. W 1961 roku civil parish liczyła 387 mieszkańców. Leighton jest wspomniana w Domesday Book (1086) jako Lestone.